# Хенри Келет
Сър Хенри Келет (на английски: Henry Kellett) е ирландски хидролог, арктически изследовател, вицеадмирал (1868).

## Биография

### Произход и военна кариера (1806 – 1845)
Роден е на 2 ноември 1806 в Типърари, Ирландия, в семейството на Джон Келет. През 1822 се присъединява към Кралски военноморски флот и работи пет години в Западни Индия.
В края на 30-те и началото на 40-те години на ХІХ век се занимава с преследване и арестуване на морски кораби покрай западното крайбрежие на Африка, прекарващи роби за Америка. По време на Англо-китайската война (1839 – 1842) командва бригада морски кораби и след войната е повишен в ранг капитан.

### Изследователска дейност (1845 – 1854)
През 1845 – 1851 на хидрографския кораб „Хералд“ извършва изследвания в Чукотско море и през август 1849 на 71°24′ с. ш. 175°40′ з. д. / 71.4° с. ш. 175.666667° з. д. открива остров Хералд.
От 1852 до 1854 ръководи (съвместно с Едуард Белчер) експедиция, изпратена в района на Канадския арктичен архипелаг за търсене на Джон Франклин. В средата на август 1852 плава на запад през протоците Бароу и Мелвил, на 10 септември достига до залива Бриджпорт (75°00′ с. ш. 108°46′ з. д. / 75° с. ш. 108.766667° з. д., на южното крайбрежие на остров Мелвил) и там зимува. От там различни отряди, ръководени от Джордж Мийкам и Френсис Макклинток, извършват походи във всички направления, като са открити и картирани западното крайбрежие и вътрешните райони на остров Принс Патрик, северозападното крайбрежие на остров Мелвил, остров Емералд и протоците Фицуилям и Келет.

### Следващи години (1854 – 1875)
От 1869 е главнокомандващ на Китайската ескадра на Британския флот, която патрулира около китайските брегове. Пенсионира се през 1871 г.
Умира на 1 март 1875 година в Типърари на 68-годишна възраст.

## Памет
Неговото име носят:
- връх Келет на остров Хералд (71°24′ с. ш. 175°40′ з. д. / 71.4° с. ш. 175.666667° з. д.) в Чукотско море;
- нос Келет (71°58′ с. ш. 125°50′ з. д. / 71.966667° с. ш. 125.833333° з. д.) най-западната точка на остров Банкс в Канадския арктичен архипелаг;
- нос Хенри Келет (73°03′ с. ш. 97°50′ з. д. / 73.05° с. ш. 97.833333° з. д.) на източния бряг на остров Принц Уелски в Канадския арктичен архипелаг;
- проток Келет (75°45′ с. ш. 117°30′ з. д. / 75.75° с. ш. 117.5° з. д.) между островите Мелвил на изток и Еглинтън на запад в Канадския арктичен архипелаг;
- река Келет (72°05′ с. ш. 125°42′ з. д. / 72.083333° с. ш. 125.7° з. д.) в западната част на остров Банкс в Канадския арктичен архипелаг;
- река Келет (68°20′ с. ш. 90°06′ з. д. / 68.333333° с. ш. 90.1° з. д.) в Северна Канада, провинция Нунавут.